# Manois
Manois é uma comuna francesa na região administrativa de Grande Leste, no departamento de Haute-Marne. Estende-se por uma área de 10,36 km². Em 2010 a comuna tinha 456 habitantes (densidade: 44 hab./km²).